# Сивори, Омар
Энри́ке Ома́р Си́вори (исп. Enrique Omar Sívori; 2 октября 1935[…], Сан-Николас-де-лос-Аройос, Буэнос-Айрес — 17 февраля 2005[…], Сан-Николас-де-лос-Аройос, Буэнос-Айрес) — аргентинский и итальянский футболист, нападающий, впоследствии тренер. Выступал за сборные Аргентины и Италии, тренировал сборную Аргентины. На клубном уровне играл за «Ривер Плейт», «Ювентус» и «Наполи».
Обладатель «Золотого мяча», вручаемого лучшему футболисту года в Европе. Дважды лучший футболист Италии, 1 раз был лучшим бомбардиром чемпионата Италии. По версии МФФИИС Сивори занимает занимает 36 место среди футболистов мира и 16 место среди лучших футболистов Южной Америки в XX веке. Входит в ФИФА 100.
Переход Сивори из «Ривер Плейта» в «Ювентус» стал самым дорогим на момент своего совершения. Сивори рекордсмен Серии А по числу голов в одном матче — 6 мячей. Известен не только футбольными достижениями, но и недисциплинированным поведением: во время игры в Италии, из-за множества дисквалификаций пропустил 33 матча.
Из-за стиля игры, схожего с аргентинским футболистом 1980-х годов Диего Марадоной, Сивори начали называть в прессе «Марадоной 1960-х».

«Это один из пяти лучших игроков, которых я видел в своей жизни». Адольфо Педернера

## Биография
Омар Сивори родился 2 октября 1935 года в городе Сан-Николас де лос Арройос, который находится в 250 км от Буэнос-Айреса, в семье итальянских эмигрантов Адеодато Сивори и Каролы Тираккья, приехавших из Неаполя. В детстве Сивори сразу очень полюбил футбол, играя от заката до рассвета между домами. Свои выступления Сивори начал в молодёжном составе клуба «Сан-Николас». Там он отличался чрезвычайно буйным поведением: часто устраивал драки, кричал на партнёров. При всём при этом, Сивори выделялся среди прочих игроков клуба, благодаря своему мастерству, а также майке, которая из-за манеры бега Сивори постоянно вылезала из трусов. Вскоре после начала выступлений за «Сан-Николас» Сивори стал играть за сборную города.

### «Ривер Плейт»
«Имя мне дали родители, а известным его сделал Чезарини». Омар Сивори
Когда Сивори было 16 лет, на одном из матчей «Сан-Николаса» присутствовал Ренато Чезарини, главный тренер молодёжного состава клуба «Ривер Плейт». Чезарини заметил игру Сивори и пригласил его в клуб. Первоначально Сивори выступал за 4-ю команду клуба, но за два года он прошёл через все уровни клуба, и был вызван в первый состав. 30 января 1954 года Сивори дебютировал в первой команде «Ривер Плейта» в товарищеской игре с белградским «Партизаном», выйдя на замену вместо Лабруны на 81-й минуте встречи. 4 апреля Сивори сыграл первый матч в чемпионате Аргентины против «Лануса» в матче, который завершился победой «Ривера» 5:2; последний мяч на счету Сивори.

«Чезарини был руководителем всех молодёжных команд, и он был точкой отсчёта для образования моего характера, как человека и как спортсмена». Омар Сивори
После нескольких удачных игр, Сивори начинали сравнивать с Лабруной, игроком, которого он заменил в своём первом матче за клуб. Омар отличался сильным ударом с обеих ног и дриблингом, когда он вёл мяч левой ногой, за что был прозван «Левша». Одним из самых знаменитых в тот период его обводок стал матч с будущим чемпионом страны, клубом «Бока Хуниорс», в котором Сивори по нескольку раз обводил на небольшой площади 4-х игроков соперника; после игры фанаты Ривера взяли Сивори на руки и вынесли со стадиона. После игры этот приём назвали «цирк на носовом платке», впоследствии он стал одним из самых известных футбольных приёмов Сивори. Отличался Сивори и тем, что никогда не носил защитных щитков и всегда играл со спущенными гетрами. В 1955 году Сивори выиграл свой первый чемпионат Аргентины; его клуб на 7 очков опередил ближайшего преследователя, клуб «Расинг». Через год Ривер выиграл второй подряд чемпионский титул.

«Поставьте Сивори к десяти посредственностям — и вы получите команду-чемпиона». Ренато Чезарини
22 января 1956 года Сивори дебютировал в составе сборной Аргентины на матче чемпионата Южной Америки с Перу и на 43-й минуте встречи забил первый в игре гол. На том турнире Сивори провёл 4 матча, включая финал соревнования, в котором Аргентина проиграла Уругваю со счётом 1:0. 6 марта 1956 года в товарищеской игре со сборной Коста-Рики, Сивори забил 3 мяча, а его команда победила 4:3. В следующем матче он поразил ворота сборной Бразилии; игра завершилась вничью 2:2. На следующий год Сивори участвовал со сборной на своём втором чемпионате Южной Америки. На этом турнире Сивори забил 3 гола в 5-ти матчах. Особенно сильной смотрелась атака аргентинцев, составленная из Сивори, Антонио Анджелилло и Умберто Маскио. Три этих игрока получили прозвище «грязные рожи» (исп. caras sucias), за то, что почти полностью были в грязи в после матча со сборной Бразилии, выигранном аргентинцами со счётом 3:0. После этого турнира все три игрока попали в сферу интересов ведущих итальянских клубов, а затем были проданы в Италию. Сивори был куплен клубом «Ювентус», заплатившим за трансфер форварда 10 млн песо (93 тыс. фунтов или 160 млрд лир), этот переход стал самым дорогим на то время в мире и был «побит» только через 4 года. Одной из причин перехода Сивори в туринский стала рекомендация Чезарини, благодаря которой Сивори захотел уехать именно в «Ювентус». Благодаря деньгам, вырученным за продажу Сивори, «Ривер Плейт» смог закончить строительство стадиона Монументаль.

### «Ювентус»
В Италию Омар добирался на теплоходе из-за боязни летать самолётом. Когда Сивори впервые попал в Турин, в честь него был устроен приём. Президент «Ювентуса», Умберто Аньелли, следивший за Омаром два года, сказал Сивори: «Я ждал этого момента 2 года», Сивори ответил: «А я мечтал играть в „Юве“ 5 лет». После этого было представление игрока болельщикам клуба, на которое собралось несколько тысяч человек. На этом представлении Сивори жонглируя мячом, прошёл вокруг всех трибун, ни разу не уронив мяч. 8 сентября 1957 года Сивори дебютировал в составе «Ювентуса» в матче с «Вероной», выигранном «Юве» со счётом 3:2. В той же игре дебютировал и другой форвард клуба, валлиец Джон Чарльз. Первые несколько игр у Сивори и самого клуба были не слишком удачными: Омар начинал сыгрываться с партнёрами, а команда была несобранной из-за скандала, в котором Умберто Аньелли обвинялся в растрате средств клуба. Позже Сивори начал забивать, а его команда выигрывать. В матче с «Венецией» Сивори забил 4 гола, а всего в чемпионате 22 гола, став третьим бомбардиром первенства, вслед за Эдди Фирмани и Чарльзом, забившим 28 мячей. Ощутимую часть из которых валлиец забил с передач Сивори. «Ювентус» в том году стал чемпионом страны, реабилитировавшись за 9-го место прошедшего сезона.

«Мы просто оказались вместе, и это произошло. Мы стали одним целым. Классический тандем великана и малыша». Джон Чарльз
В 1959 году клуб занял только 4-е место в чемпионате страны. В Кубке европейских чемпионов он встречался с австрийским «Винером», в первой игре «Ювентус» победил 3:1, при чём все 3 мяча у «Старой Синьоры» забил Сивори, а во второй был «разгромлен» 0:7. Единственной Удачей «Ювентуса» в том сезоне стал выигрыш Кубка Италии, в финальном матче «Ювентус» победил «Интер» со счётом 4:1, последний мяч в этой игре забил Сивори.
В 1960 году Сивори выиграл чемпионат Италии и Кубок страны, а также стал лучшим бомбардиром серии А, забив 28 голов в 31-м проведённом матче. А всего в том чемпионате «Ювентус» забил 92 гола, на 24 мяча опередив по этому показателю ближайшего преследователя, клуб «Интер». Основную часть голов забило трио форвардов команды Синьори, Чарльз и Бониперти, которое было названо «Волшебное трио». На следующий год Сивори вновь выиграл чемпионат Италии, а по окончании сезона получил «Золотой мяч», присуждаемый лучшему футболисту Европы. В том же сезоне, 10 июня, Сивори забил 6 голов в ворота «Интера», который из-за конфликта с итальянской федерацией футбола выставил на матч молодёжный состав команды и проиграл 1:9.

«Первым мне сообщил об этом вице-президент нашего клуба. Я, честно говоря, до того момента не только никогда не видел „Золотой мяч“, но даже и не знал, что он существует. Приз мне вручили дома перед первой игрой с мадридским „Реалом“ в Кубке Чемпионов. Я выглядел тогда неважно, и мы проиграли — 0:1. Зато в ответном матче я постарался и забил „Реалу“. „Юве“ победил 1:0 и нанес первое домашнее поражение „королевскому клубу“ в еврокубках. Что же касается „Золотого мяча“, то, когда я вернулся в Аргентину в 1968 году, сразу же сдал его на хранение в банковскую ячейку. Он мне был очень дорог. Я не знал его коммерческую стоимость, однако чисто по-человечески, мне было бы жалко потерять „Золотой мяч“, который могли запросто украсть из моего дома. Он так и пролежал в сейфе многие годы…» Омар Сивори
В том же году Сивори получил итальянское гражданство и был вызван в состав сборной Италии. Он дебютировал в национальной команде 25 апреля 1961 года в матче с Северной Ирландией и в первой же игре забил победный гол. В том же году Италия встречалась со сборной Аргентины, первый тайм Сивори провёл неубедительно, но во втором тайме Сивори «взял себя в руки» и забил два гола, принеся победу Италии 4:1. 4 ноября 1961 года Сивори забил 4 гола в матче квалификации чемпионата мира 1962 с Израилем.

«В 1961 году, когда мне дали „Золотой мяч“, я забивал как хотел и кому хотел. В сборной Италии в 9 матчах я забил 8 голов! В этом мне не было равных, хотя в ту пору в мире выступали такие великие люди, как Суарес, Ди Стефано, Пушкаш…». Омар Сивори
В 1962 году Сивори выиграл свой третий титул победителя серии А. В том же году он поехал на чемпионат мира, где провёл 2 игры. Последний матч на чемпионате мира, 7 июня 1962 года со Швейцарией, стал последним матчей Сивори за «Скуадру адзурру». В 1964 году Ювентус возглавил парагвайский тренер Эриберто Эррера. С ним у Сивори сразу начались конфликты. Эррера был сторонником жёстких схем и дисциплины, чего Сивори никогда не любил. Конфликт не смогли погасить даже хозяева клуба, клан Аньелли. Сивори пришлось уйти. В последний год в «Ювентусе», Сивори мог выиграть Кубок Ярмарок, но в финале клуб проиграл венгерскому «Ференцварошу» со счётом 0:1.

 «Я играл в составе „Мантовы“ против „Юве“. Сивори часто угрожал моим воротам, и однажды в борьбе за мяч мы жестко столкнулись. Сивори упал, получив удар по ногам. Сам он встать не мог, и ему пришлось покинуть поле чуть ли не на руках тренера Эриберто Эрреры. Через несколько дней Сивори, случайно встретив меня на одном из матчей, вполне серьёзно произнес: „Я не виню тебя за то, что ты нанес мне травму. Но я никогда не прощу тебе того, что мне пришлось покинуть поле с помощью Эрреры…“» Дино Дзофф

### «Наполи»
Сивори был вынужден покинуть «Ювентус». Летом 1965 года он перешёл в «Наполи», заплативший за трансферы Омара и другого игрока из Южной Америки Жозе Алтафини 150 млн песо. Несмотря на то, что в неаполитанском клубе Сивори стал лидером команды, его голевая результативность снизилась: первые два сезона он забил только 9 голов в 55 матчах чемпионата. В 1966 году Сивори выиграл с клубом Кубок Альп и занял 3-е место в серии А. В сезоне 1967—1968 форвард провёл 7 игр, после чего получил травму правой лодыжки и выбыл до конца сезона. Без него «Наполи» занял 2-е место в серии А. Большую часть следующего сезона Омар пропустил из-за травмы. Главный тренер клуба, Карло Парола, поставил на место Сивори, Паоло Баризона. Но аргентинец не смирился с его заменой и в один из дней у него случился с тренером скандал, к которому присоединились врач клуба Корвино и администратор команды Роберто Фьоре. В результате, Сивори был оштрафован на 1 миллион лир. В ноябре 1968 года Омар вновь начал попадать в состав, он сыграл в матче Кубке УЕФА с «Лидс Юнайтед», в чемпионате страны с «Палермо», где забил гол, и «Виченцей». 1 декабря «Наполи» встречался с бывшим клубом Сивори, «Ювентусом», которым по прежнему руководил Эррера. Защитник «Ювентуса» Эрминио Фавалли весь матч провоцировал Сивори, часто падая после контактов с игроком. После одного из таких падений, арбитр встречи Пьерони удалил форварда. Вслед за этим началась драка с участием большинства игроков и тренеров команд. Результатом стычки стало удаление игрока «Наполи» Дино Пандзанато, игрока «Ювентуса» Сандро Сальвадоре и одного из тренеров неаполитанцев. Итальянская футбольная федерация приняла решение дисквалифицировать Сивори на 6 матчей. 5 декабря Омар на специальной созванной пресс-конференции обвинил во всей этой истории Эрреру и сказал президенту «Юве», чтобы тот «позаботиться о том, что происходит в его клубе». 6 декабря Сивори объявил, что завершает футбольную карьеру из-за несправедливой дисквалификации: «Лучше совсем прекратить играть в футбол, нежели станет терпеть подобное унижение». Он так же сказал, что уезжает в Аргентину на 20 дней. По прибытии на родину, Сивори принял решение остаться там и даже сказал, если наберёт форму, может быть сыграет за «Ривер Плейт», куда его позвал Ренато Чезарини. Однако форвард более в профессиональный футбол не играл, хотя его и приглашали многие аргентинские команды.

### Стиль игры
Сивори обладал хорошим дриблингом, благодаря чему мог в одиночку обыграть половину команды соперника, игроков которой он мог по нескольку раз обводить любимым приёмом — прокидыванием мяча между ног, за что он получил прозвище «Мастер туннелей». Перед началом дриблинга Сивори начинал двигаться зигзагами, что дезориентировала оборону противника. Однажды Сивори поспорил с партнёром по команде, Бруно Гарзеной, что тот должен был оплатить ему ужин каждый раз, когда Сивори обведёт соперника между ног в матчах турне «Ювентуса» по Англии; Гарзена оплатил три ужина после первой игры и отказался от спора.
По мнению Джанпьеро Бониперти, дриблингу и выступлениям Сивори помогал его менталитет победителя, уверенность в своих силах перед защитой соперника. В матче с «Сампдорией» в 1961 году Сивори обвёл вратаря, затем дождался пока к нему подбежит защитник, после чего обвёл его и лишь затем поразил ворота.
Также у Сивори был точный и сильный удар с обеих ног, хотя он больше любил действовать левой ногой. Несмотря на эти свои качества, Омар отличался умением отдать в нужный момент точную передачу партнёру, если тот находился в более выигрышной позиции..

### Тренерские клубы
Через год после завершения карьеры, Сивори вернулся в футбол, став тренером. В январе 1970 года он возглавил клуб «Росарио Сентраль». Во время чемпионата мира 1970 Сивори поехал в Мексику в качестве радиокомментатора. По возвращении в Росарио, Сивори было объявлено, что у клуба уже новый главный тренер. В 1971 году Сивори возглавил клуб «Эстудиантес», но проработал в команде только 15 дней. Клуб задолжал игрокам заработную плату, а Сивори потребовал у руководство выплаты причитающихся денег. После отказа, Сивори принял решение покинуть клуб.
В ноябре 1972 года Сивори возглавил сборную Аргентины, но менее чем через год, в сентябре 1973 года, покинул команду, после драки с чиновником Федерации футбола Аргентины. Сивори требовал у федерации 3-х месяцев на подготовку команды к финальным матчам, а чиновник встал на сторону клубов, которым такая длительная отлучка игроков не казалась целесообразной. Сборная завершила турнир с другим наставником. В матче с Парагваем, в котором решалась судьба выхода из группы, Сивори неожиданно появился у бровки и руководил своими бывшими подопечными. При Сивори в сборную впервые был вызван Убальдо Фильоль, ставший, впоследствии, одним из лучших голкиперов Южной Америки. После этого Сивори работал с «Ривер Плейтом», «Наполи», «Велес Сарсфилдом» и «Расингом» из Авельянеды. После завершения тренерской карьеры Сивори сказал: «Это не моё».

### После футбола
Завершив тренерскую карьеру, Сивори некоторое время отдыхал. В 1986 году он вернулся в Италию и 7 лет проработал там телекомментатором. После этого он уехал в Аргентину, и остался жить на своём процветающем ранчо, которое он назвал «Ювентус». С 1993 по 1994 год Сивори вёл колонку в журнале Clarin. С 1994 года и до конца своей жизни Сивори работал скаутом «Ювентуса» в Южной Америке.
Сивори умер в возрасте 69 лет от панкреатического рака в поджелудочной железе в родном городе Сан-Николас де лос Арройос. За несколько недель до смерти, Сивори часто говорил: «Я видел мало футбола». Он был похоронен 18 февраля в 15.00 на Кладбище Мемориаль Селестиаль в Сан-Николасе. После смерти Сивори, итальянская газета Gazzetta dello Sport напечатала на титульном листе чёрно-белую фотографию молодого Сивори с футболкой «Ювентуса», снятую после одного из забитых им голов, другая газета Tuttosport напечатала статью, названную «Ciao' Omar» (Прощай, Омар), Corriere dello Sport напечатала, что «умер один из самых великих в истории».
25 февраля 2005 года трибуна стадиона Монументаль, построенная на деньги от продажи Сивори была названа именем футболиста.

 «Мне кажется, что назвать именем Сивори трибуну, просто справедливо. Это чествование — жест любви. Кончина Сивори повлияла на всех нас и всех в мире футбола. Уважение и восхищение, которое он имел в Италии, было невероятным. У меня были превосходные отношения с Энрике, когда несколько месяцев назад в Риме я ужинал с ним в ресторане. Кстати, все вокруг смотрели на него и преклонялись перед ним, им казалось, что они ели с богом…». Хосе Мария Агилар, Президент «Ривер Плейта»

### Личная жизнь
Сивори был женат на итальянке Элене Каза. Они узаконили свои отношения 21 декабря 1957 года. У них было трое детей: дочь Мириам (родилась в 1958 году) и сыновья Нестор (родился в 1960 году) и Умберто Ренато (родился в 1962 году). Умберто умер в июне 1978 года, в 15-летнем возрасте из-за опухоли. Нестор был футболистом, а потом стал футбольным агентом, среди его клиентов есть несколько известных игроков, в числе которых Фернандо Кавенаги.
Сивори снялся в двух итальянских фильмах: Idoli controluce (Идолы против света; 1965 год) и Presidente del Borgorosso Football Club, II (Президент футбольного клуба Боргороссо — 2; 1970 год).

## Статистика выступлений
| 1952      | Ривер Плейт-IV  | IV      | 14 | 12 |   |   |   |   |   |   |
| 1952      | Ривер Плейт-III | III     | 11 | 6  |   |   |   |   |   |   |
| 1953      | Ривер Плейт-III | III     | 8  | 6  |   |   |   |   |   |   |
| 1953      | Ривер Плейт-II  | II      | 21 | 11 |   |   |   |   |   |   |
| 1954      | Ривер Плейт     | Примера | 16 | 8  |   |   |   |   |   |   |
| 1955      | Ривер Плейт     | Примера | 23 | 11 |   |   |   |   | ? | ? |
| 1956      | Ривер Плейт     | Примера | 23 | 10 |   |   |   |   |   |   |
| 1957      | Ривер Плейт     | Примера | 1  | 0  |   |   |   |   |   |   |
| 1957/1958 | Ювентус         | Серия А | 32 | 22 | 8 | 9 |   |   |   |   |
| 1958/1959 | Ювентус         | Серия А | 24 | 15 | 3 | 5 | 2 | 3 |   |   |
| 1959/1960 | Ювентус         | Серия А | 31 | 28 | 4 | 3 |   |   |   |   |
| 1960/1961 | Ювентус         | Серия А | 27 | 25 | 1 | 2 | 1 | 1 |   |   |
| 1961/1962 | Ювентус         | Серия А | 25 | 13 | 0 | 0 | 5 | 2 |   |   |
| 1962/1963 | Ювентус         | Серия А | 33 | 16 | 4 | 3 |   |   | 4 | 4 |
| 1963/1964 | Ювентус         | Серия А | 28 | 13 | 2 | 1 | 4 | 0 |   |   |
| 1964/1965 | Ювентус         | Серия А | 15 | 3  | 1 | 1 | 3 | 2 |   |   |
| 1965/1966 | Наполи          | Серия А | 33 | 7  | 1 | 0 |   |   | 1 | 0 |
| 1966/1967 | Наполи          | Серия А | 20 | 2  | 0 | 0 | 5 | 3 |   |   |
| 1967/1968 | Наполи          | Серия А | 7  | 2  | 0 | 0 | 0 | 0 |   |   |
| 1968/1969 | Наполи          | Серия А | 3  | 1  | 0 | 0 | 2 | 0 |   |   |

## Достижения

### Как игрок

#### Командные
- Чемпион Аргентины: 1955, 1956
- Чемпион Южной Америки: 1957
- Чемпион Италии: 1958, 1960, 1961
- Обладатель Кубка Италии: 1959, 1960, 1965
- Обладатель Кубка Альп: 1963, 1966

#### Личные
- Лучший бомбардир Панамериканского чемпионата: 1956 (5 голов)
- Лучший игрок чемпионата Южной Америки: 1957
- Лучший бомбардир чемпионата Италии: 1960 (28 голов)
- Обладатель «Золотого мяча» (France Football): 1961
- Рекордсмен чемпионата Италии по количеству голов в одном матче: 6 голов[31]
- Входит в список ФИФА 100